# Periclimenaeus spinimanus
Periclimenaeus spinimanus är en kräftdjursart som beskrevs av Bruce 1969. Periclimenaeus spinimanus ingår i släktet Periclimenaeus och familjen Palaemonidae. Inga underarter finns listade i Catalogue of Life.